# Джастін Робертс
Джастін Джейсон Робертс (англ. Justin Jason Roberts; нар. 29 грудня 1979) — американський ринг-анонсер, нині працює в WWE і виступає на щотижневих шоу RAW.

## Кар'єра
Робертс почав сильно цікавитися реслінгом після перегляду випуску Saturday Night's Main Event і зустрічі з Керрі Фон Еріхом і Останнім Воїном в одному з готелів в штаті Вісконсин. Ці події надихнули Робертса стати шанувальником професійного реслінгу. Крім цього, на короткий час він почав тренуватися як рефері, щоб опинитися в одному рингу разом з Куртом Хеннігом.
Джастін Робертс став ринг-анонсер у віці 16 років, виступаючи в професійному промоції Pro Wrestling International. Під час навчання в університеті Аризони, де з 1998 по 2002 рр. він вивчав медіамистецтво, Джастін Робертс працював з іншими незалежними промоушену, такими як American Wrestling Alliance, All Pro Wrestling і Impact Zone Wrestling. Протягом цього часу він також працював в Toughman Contest

### World Wrestling Entertainment / WWE
У 2002 році Джастін Робертс влаштувався на роботу в WWE, де спочатку перебував на SmackDown!, а потім почав виступати і на RAW. Він також працював на WWE Velocity і WWE Heat, поєднуючи цю роботу зі своєю основною, де він вже став ринг-анонсер під час прямих записів. Зокрема, щотижня Робертс виступав на ECW, яка транслюється на Syfy Universal до вересня 2007 року, до того моменту, поки його не замінив Тоні Чімел. Робертс досяг піку своєї професії, коли він оголошував головний бій вечора PPV Реслманія XXIV між Еджем і Андертейкером 30 березня 2008. Вже працюючи на SmackDown! і pay-per-view-шоу, Робертс став основним ринг-анонсером на Superstars, в тому числі виступивши зі своєю вступною промовою 16 квітня 2009.
Починаючи з 28 вересня 2009 року, Джастін Робертс взяв на себе обов'язки основного ринг-анонсер WWE після звільнення Ліліан Гарсіа. На RAW 7 червня 2010 Робертса атакував Нексус, який брав участь у першому сезоні WWE NXT. В ході цього сегмента Робертса душив його власним краваткою Деніел Брайан, що згодом призвело до звільнення Брайана, оскільки керівництво WWE порахувало, що інцидент був занадто жорстоким для TV-PG. Однак через 2 місяці, на PPV SummerSlam (2010) Браян повернувся в WWE. На PPV «Реслманія XXVII» Робертс працював єдиним ринг-анонсером для всього шоу, за винятком оголошення учасників Залу Слави WWE 2011 року, яких, як звичайно, оголошував Говард Фінкель.